# Nowe Kolnie
Nowe Kolnie (deutsch Neu Köln) ist ein Dorf in Niederschlesien. Der Ort liegt in der Gmina Lubsza im Powiat Brzeski in der polnischen Woiwodschaft Oppeln.

## Geographie

### Geographische Lage
Das Angerdorf Nowe Kolnie liegt rund zehn  Kilometer südöstlich vom Gemeindesitz Lubsza (Leubusch), ca. zwölf Kilometer nordöstlich der Kreisstadt Brzeg (Brieg) und rund 40 Kilometer nordwestlich der Woiwodschaftshauptstadt Oppeln. Der Ort liegt in der Nizina Śląska (Schlesische Tiefebene) innerhalb der Równina Oleśnicka (Oelser Ebene). 
Das Dorf liegt am rechten Ufer der Oder. Nowe Kolnie liegt im Landschaftsschutzpark Stobrawski. Durch den Ort verläuft die Woiwodschaftsstraße Droga wojewódzka 457.

### Nachbarorte
Nachbarorte von Nowe Kolnie sind im Westen Czepielowice (Tschöplowitz) und im Osten Stobrawa (Stoberau).

## Geschichte
Nach dem Ersten Schlesischen Krieg 1742 fiel Neu Köln zusammen mit dem größten Teil Schlesiens an Preußen. 
Nach der Neugliederung Preußens gehörte die Landgemeinde Neu Köln ab 1815 zur Provinz Schlesien und war ab 1816 dem Landkreis Brieg eingegliedert, mit dem es bis 1945 verbunden blieb. 1874 wurde der Amtsbezirk Stoberau gegründet, welcher aus den Landgemeinden Neu Cöln und Stoberau und dem Gutsbezirk Stoberau bestand. 1885 zählte der Ort 206 Einwohner.
1933 zählte Neu Köln 257, 1939 wiederum 264 Einwohner. Bis 1945 befand sich der Ort im Landkreis Brieg.
Als Folge des Zweiten Weltkriegs fiel Neu Köln wie fast ganz Schlesien 1945 an Polen, wurde in Nowe Kolnie umbenannt und der Woiwodschaft Schlesien angegliedert. Die deutsche Bevölkerung wurde, soweit sie nicht vorher geflohen war, weitgehend vertrieben. Die neu angesiedelten Bewohner waren zum Teil Heimatvertriebene aus Ostpolen. 1950 kam der Ort zur Woiwodschaft Oppeln. Beim Oderhochwasser 1997 wurde das Dorf komplett überflutet. 1999 kam der Ort zum Powiat Brzeski.

## Sehenswürdigkeiten
- Hölzernes Wegekreuz